# Episodi di Star Wars: The Bad Batch (prima stagione)
La prima stagione della serie animata Star Wars: The Bad Batch, composta da sedici episodi, è stata pubblicata sul servizio di streaming on demand Disney+ dal 4 maggio (in occasione dello Star Wars Day) al 13 agosto 2021.
| nº | Titolo originale | Titolo italiano       | Pubblicazione  |
| -- | ---------------- | --------------------- | -------------- |
| 1  | Aftermath        | Aftermath             | 4 maggio 2021  |
| 2  | Cut and Run      | Tagliare la corda     | 7 maggio 2021  |
| 3  | Replacements     | Sostituzioni          | 14 maggio 2021 |
| 4  | Cornered         | Braccati              | 21 maggio 2021 |
| 5  | Rampage          | Furia                 | 28 maggio 2021 |
| 6  | Decommisioned    | Smantellati           | 4 giugno 2021  |
| 7  | Battle Scars     | Cicatrici di guerra   | 11 giugno 2021 |
| 8  | Reunion          | Riunione              | 18 giugno 2021 |
| 9  | Bounty Lost      | La taglia perduta     | 25 giugno 2021 |
| 10 | Common Ground    | Terreno comune        | 2 luglio 2021  |
| 11 | Devil's Deal     | Patto col diavolo     | 9 luglio 2021  |
| 12 | Rescue on Ryloth | Salvataggio su Ryloth | 16 luglio 2021 |
| 13 | Infested         | L'Infestazione        | 23 luglio 2021 |
| 14 | War Mantle       | Artiglio Guerriero    | 30 luglio 2021 |
| 15 | Return to Kamino | Ritorno su Kamino     | 6 agosto 2021  |
| 16 | Kamino Lost      | Kamino perduto        | 13 agosto 2021 |

## Aftermath
- Titolo originale: Aftermath
- Diretto da: Steward Lee, Saul Ruiz, Nathaniel Villanueva
- Scritto da: Jennifer Corbett, Dave Filoni

### Trama
L'esercito della Repubblica sta avendo la meglio sui Separatisti in tutta la galassia, specie dopo lo sventato rapimento del Cancelliere Palpatine su Coruscant. Sull'assediato pianeta Kaller la Maestra Jedi Depa Billaba e il suo apprendista Caleb Dume vengono raggiunti dalla Clone Force 99, una squadra di cinque cloni "difettati": Hunter, Echo, Tech, Wrecher e Crosshair, che disintegrano gli ultimi droidi rimasti usando la forza bruta piuttosto che le armi, e riferiscono che la guerra potrebbe presto finire, in quanto il Generale Grievous è stato appena localizzato su Utapau. Poco più tardi, tutti i Cloni ricevono l'ordinanza dal Cancelliere Palpatine di eseguire l'Ordine 66, ossia uccidere tutti i Cavalieri Jedi, in quanto, secondo Palpatine, traditori della Repubblica. Billaba viene uccisa ma Caleb riesce a fuggire, in quanto i cinque soldati della Clone Force 99 non avevano intenzione di ucciderlo (e difatti non sono stati loro a uccidere Billaba), poiché non sanno nulla di suddetta ordinanza. Di ritorno su Kamino, i cinque soldati difettati capiscono di non aver obbedito poiché non sono programmati come gli altri Cloni fin dalla nascita per eseguire ogni singolo ordine senza discutere, ma manipolati geneticamente per maggiorarne le loro capacità, come la forza bruta o la velocità di tiro. Qui conoscono Omega, una ragazzina clone che lavora come assistente medica, la quale comincia a prendere in simpatia i cinque. Più tardi assistono a una diretta del Cancelliere Palpatine, il quale riferisce del tradimento dei Jedi e che la Repubblica si trasformerà nell'Impero Galattico; osservando i soldati gioire sulla notizia, i cinque non hanno più dubbi sulla programmazione dei Cloni.
Più tardi, l'ammiraglio Wilhuff Tarkin atterra su Kamino per testare le capacità dell'esercito dei cloni, per beneficiarne nell'Impero, usando proiettili veri anziché quelli da addestramento. Stupito dalle uniche capacità della Clone Force 99, ha tuttavia alcuni dubbi sulla loro obbedienza (in quanto si scopre che Crosshair ha consegnato un contro rapporto per informare della fuga di Caleb), e decide di mandarli in missione per eliminare degli "insorti" Separatisti su Onderon. Omega mette in guardia Hunter circa le intenzioni sinistre di Tarkin.
Arrivati sul pianeta scoprono che i suddetti "insorti" da eliminare non sono droidi, ma civili e combattenti nella Repubblica, con a capo Saw Gerrera, che riferisce che Palpatine, proclamandosi Imperatore, ha fatto cessare la guerra ma la sua dittatura sarà la rovina per tutti. Gerrera invita i cinque a unirsi alla ribellione. Capiscono poi di essere stati spiati da un droide sonda Imperiale e Hunter rivela al resto del gruppo che Omega, la ragazzina, avrebbe dovuto originariamente essere un soldato, date le sue incredibili capacità. Non avendo più altra scelta se non obbedire all'ordine decidono di tornare su Kamino per prendere la ragazzina. Su Kamino vengono arrestati per cospirazione e rinchiusi in cella insieme a Omega, che era stata scoperta a frugare nella loro stanza.
Crosshair, quello più propenso a eseguire degli ordini per abitudine, viene prelevato da Tarkin per migliorarne la programmazione, mentre il resto della squadra, con l'aiuto di Omega, riesce a evadere dalla cella ma vengono accerchiati da un plotone con a capo Crosshair, adesso modificato per ucciderli. Grazie al lavoro di squadra e all'aiuto di Omega, il resto della squadra riesce a fuggire abbandonando il rinnegato Crosshair. Da adesso Omega sarà il quinto membro della Clone Force 99.

## Tagliare la corda
- Titolo originale: Cut and Run
- Diretto da: Steward Lee
- Scritto da: Gursimran Sandhu

### Trama
In fuga nell'iperspazio, il gruppo approda su Saleucami, dove incontrano il clone disertore Cut Lowquane con la sua famiglia, che racconta loro dei chip inibitori che hanno impiantato nei cloni regolari e in Crosshair per essere fedeli all'Impero dopo l'Ordine 66, i quali riferiscono che con l'Impero vengono imposte misure molto severe sia per i viaggi interplanetari sia per ogni spostamento sul pianeta, e che stanno già sequestrando molte navi. Tech opta di far sequestrare la nave apposta per ottenere dei codici legittimi insieme a Omega e Echo, eludendo i controlli ottengono i codici hackerando i computer, mentre Hunter e Wrecker scortano la famiglia al trasporto per lasciare il pianeta. Qui Hunter cerca di convincere Omega a restare con la famiglia per fare una nuova vita, ma la ragazzina rifiuta, sostenendo di aver già lasciato Kamino, dove ha già passato il resto della sua vita, e quindi rimane nella squadra con loro.

## Sostituzioni
- Titolo originale: Replacements
- Diretto da: Nathaniel Villanueva
- Scritto da: Matt Michnovetz

### Trama
Su Kamino, l'Ammiraglio Tarkin invia una squadra di soldati scelti, l'Artiglio Guerriero, capeggiati dal riprogrammato Crosshair, su Onderon, per uccidere Saw Gerrera e gli altri insorti, dove la Clone Force 99 aveva fallito. Su Onderon i nuovi soldati di Tarkin localizzano gli insorti tranne Gerrera che è già fuggito; pur non essendo disposti a sparare a dei civili, su pressione di Crosshair a malincuore obbediscono. Ritornati su Kamino, Crosshair sembrerebbe avere dei ripensamenti.
Intanto, a causa di un guasto ai motori, la Clone Force 99 esce inavvertitamente dall'iperspazio ed esegue un atterraggio di fortuna su un pianeta all'apparenza disabitato. Isolati sul pianeta dall'atmosfera non respirabile, cercano di riparare la nave ma vengono attaccati da una creatura che si nutre dei condensatori di energia. Grazie all'intervento di Omega riescono a ripartire evitando di essere mangiati dalla creatura. Prima di andare, Wrecker allestisce una piccola stanza per Omega sulla nave, facendola sentire più a casa. 

## Braccati
- Titolo originale: Cornered
- Diretto da: Saul Ruiz
- Scritto da: Christian Taylor

### Trama
Rimasti senza carburante né provviste, il gruppo atterra su Pantora, anch'esso purtroppo sotto il dominio del nuovo Impero. Un addetto alla baia di atterraggio identifica la Clone Force 99 e informa Fennec Shand, una pericolosa mercenaria e cacciatrice di taglie. Per racimolare abbastanza soldi, Echo si traveste da droide e si vende a un mercante, ma Omega allo stesso tempo si smarrisce e viene trovata da Shand, che vuole riportarla su Kamino. Hunter la vede insieme alla cacciatrice e inizia un rocambolesco inseguimento. Grazie anche all'intervento di Tech (che aveva precedentemente modificato la firma della nave per non essere identificati dall'Impero), il gruppo riesce a fuggire dal pianeta con la nave appena rifornita, ma sono consapevoli che la cacciatrice di taglie è ancora nei paraggi.

## Furia
- Titolo originale: Rampage
- Diretto da: Steward Lee
- Scritto da: Tamara Becher-Wilkinson

### Trama
Atterrati su Ord Mantell per sfuggire alla cacciatrice di taglie, il gruppo incontra Cid, una mercenaria informatrice dapprima raccomandata dai Jedi, che potrebbe dare loro delle informazioni. Ella riferirà l'identità della cacciatrice di taglie in cambio di un favore: dovranno far evadere un cucciolo di Rancor dagli schiavisti. Non senza alcune difficoltà, il gruppo riesce a liberare Muchi, il cucciolo di Rancor, e gli altri schiavi, che vengono portati al sicuro da Omega e Echo. Mentre Hunter uccide il capo degli schiavisti in un combattimento corpo a corpo, Wrecker e Tech si accorgono che per conquistare la fedeltà del Rancor sono costretti a sconfiggerlo in battaglia senza ucciderlo, il piano riesce e Muchi viene consegnato vivo a Bib Fortuna, maggiordomo del perfido Signore del Crimine Jabba The Hutt.
Grazie al favore, Hunter viene a sapere da Cid che la cacciatrice di taglie si chiama Fennec Shand, nuova del mestiere ma agile e astuta; perciò per avere a che fare con lei avranno bisogno di amici e soldi, e per altro lavoro potranno benissimo contare su Cid.

## Smantellati
- Titolo originale: Decommissioned
- Diretto da: Nathaniel Villanueva
- Scritto da: Amanda Rose Munoz

### Trama
Il gruppo si sta indebitando con Cid. Ella allora affida loro un nuovo lavoro: dovranno intrufolarsi in un impianto di smantellamento su Corellia e prendere l'ultimo droide tattico Separatista, che contiene informazioni importanti, prima che venga distrutto insieme a tutti i droidi da battaglia smantellati.
Su un nastro trasportatore localizzano la testa del droide tattico, ma nell'intrufolarsi incrociano le sorelle Trace e Rafa Martez, in missione per prelevare lo stesso droide. La sicurezza viene allertata e il posto si riempie di droidi-poliziotto; le due squadre decidono di aiutarsi a vicenda per fuggire, anche se nessuna delle due vuole lasciare il droide all'altra. Nell'inseguimento Wrecker batte la testa e rimane stordito, mentre Hunter, con l'aiuto delle sorelle, salva Omega che era rimasta incastrata in un nastro trasportatore diretto alla fornace.
Cercando di fuggire dall'impianto assediato dai droidi-poliziotto, riprogrammano la testa del droide tattico in modo da controllare a distanza un'armata di droidi da battaglia in disuso, per distruggere tutti i droidi-poliziotto. Il piano riesce, anche grazie all'intervento di Wrecker, che si è ripreso. Durante la fuga la testa del droide tattico viene disintegrata, perdendone tutte le informazioni contenute.
Le sorelle spiegano che avevano bisogno delle informazioni contenute nel droide tattico per combattere l'Impero. Hunter spiega di non servire l'Impero perché egli è diverso come pochi, pur essendo un Clone anche lui. Inoltre, prima che il droide tattico venisse distrutto, Tech ne ha copiato le informazioni su un dispositivo, che Hunter decide di dare alle sorelle, sostenendo che loro useranno quelle informazioni per una giusta causa.
Le sorelle, sulla loro nave si mettono in contatto con una misteriosa figura, rivelando che sanno dove trovare i "cloni rivoltosi" con cui hanno collaborato.

## Cicatrici di guerra
- Titolo originale: Battle Scars
- Diretto da: Saul Ruiz
- Scritto da: Jennifer Corbett

### Trama
La misteriosa figura con cui le sorelle Martez hanno parlato non è che il soldato Clone Rex, che mette in allerta i cinque circa la pericolosità del loro chip inibitore, impiantatogli nel cervello durante il loro sviluppo su Kamino, e che a differenza di Rex e pochi altri soldati, a loro non è stato ancora asportato. Mentre si recano in un laboratorio in disuso nel relitto di un incrociatore Jedi, sul pianeta Bracca, per rimuovere il loro chip (Omega è l'unica a non averlo), Wrecker accusa sempre più dolore intenso alla testa: pur essendo il primo a volersi sottoporre all'operazione, che potrebbe anche risultargli fatale, inavvertitamente si rivolta contro gli altri soldati, accusandoli di alto tradimento per non aver eseguito l'Ordine 66. Con non poche difficoltà Wrecker ritorna in sé, poiché privato del chip inibitore come Tech, Hunter e Echo, i quali da adesso non potranno più essere un pericolo per sé stessi, e chiede scusa a Omega per aver provato a ucciderla. Usciti dall'incrociatore non sanno di essere spiati.

## Riunione
- Titolo originale: Reunion
- Diretto da: Steward Lee
- Scritto da: Christian Taylor

### Trama
Dopo essersi congedati da Rex, il gruppo scopre che i misteriosi osservatori sono rottamatori spia dell'Impero. Dopo averli sconfitti, decidono di rimanere su Bracca per svuotare un vecchio incrociatore repubblicano di ogni pezzo di valore per portarli da Cid e ripagare il loro debito con lei, ignorando però che i rottamatori hanno contattato l'Impero, che giunge con una numerosa squadriglia comandata da Crosshair, che vuole più che mai uccidere la Clone Force 99 per il loro tradimento all'Impero. Grazie a un'idea di Tech, il gruppo riesce a causare un'esplosione che ferisce gravemente Crosshair (dovendo però rinunciare a una collezione di esplosivi trovata a bordo). Quando però Hunter e Omega stanno tornando a bordo della nave, trovano ad attenderli un altro cacciatore di taglie intenzionato a catturare Omega, Cad Bane, il quale, dopo aver ferito di striscio Hunter, rapisce la ragazza. Raggiunti gli altri, partono immediatamente a salvare Omega.

## La taglia perduta
- Titolo originale: Bounty Lost
- Diretto da: Brad Rau, Nathaniel Villanueva
- Scritto da: Matt Michnovetz

### Trama
Dopo essersi liberati di Crosshair, il gruppo apprende due cose: da una descrizione di Hunter, riesce a risalire all'identità di Bane e, da un'intuizione di Tech, scopre perché molti cacciatori di taglie stanno cercando Omega e chi ha messo la taglia su di lei. Omega infatti, a differenza degli altri cloni, è una copia genetica purissima della matrice originale di tutti i cloni (a quanto risulta pare esserci un solo altro clone così, denominato Alpha) e dunque ai Kaminoani serve altro Dna della matrice da Omega per produrre altri cloni. Intanto, la bambina riesce a liberarsi dalla nave di Bane sfruttando Todo 360, ma mentre cerca di contattare il gruppo, Bane la blocca. Quando tuttavia Taun We, l'assistente di Nala Se, arriva al rendez vous con Bane sul pianeta di Lido per consegnargli il pagamento, essa viene uccisa da Fennec Shand, giunta anch'essa in cerca di Omega. Mentre i due cacciatori di taglie combattono per la preda, Omega riesce a scappare e contattare i suoi amici, che giungono appena in tempo a prelevarla. Bane, liberatosi di Shand, tenta di inseguirli, ma scopre che quest'ultima gli ha sabotato la nave. La cacciatrice viene contattata da Nala Se che, preoccupata per Omega (a differenza di Lama su, che vuole ucciderla), dopo averle trasferito il suo pagamento, le intima di non darle più la caccia.

## Terreno comune
- Titolo originale: Common Ground
- Diretto da: Saul Ruiz
- Scritto da: Gursimran Sandhu

### Trama
Su Raxus, ex pianeta separatista, il senatore Avi Singh viene arrestato per insubordinazione dall'Impero, che ha preso il controllo del pianeta; Hunter e la sua compagnia vengono inviati da Cid per salvarlo. Omega rimane con Cid mentre Hunter e il resto della squadra si intrufolano nell'avamposto e traggono in salvo Avi Singh. Tramite un passaggio segreto riescono a eludere le truppe imperiali già messe in allerta e riescono a darsela a gambe nei boschi fino a lasciare il pianeta. Nel frattempo, Omega, che si dimostra bravissima nel gioco d'azzardo, ha fatto guadagnare molti soldi a Cid pagando così il debito con il resto del team.

## Patto col diavolo
- Titolo originale: Devil's Deal
- Diretto da: Gursimran Sandhu
- Scritto da: Tamara Becher-Wilkinson

### Trama
Ryloth, grazie alla resa del senatore Orn Free Taa cade sotto il controllo dell'Impero e nel frattempo Crosshair bracca Gobi Glee, che in passato ha combattuto per la liberazione di Ryloth dai Separatisti. Nel frattempo la figlia del generale Chum, Hera Syndulla e il suo droide "Chopper" vengono scoperti a spiare una raffineria imperiale e vengono condotti da suo padre, che insieme alla madre cospirano contro l'Impero. Successivamente Hera e Gobi si incontrano con Hunter e la sua squadra per una consegna di contrabbando da parte di Cid e qui Hera e Omega stringono amicizia.

## Salvataggio su Ryloth
- Titolo originale: Rescue on Ryloth
- Diretto da: Nathaniel Villanueva
- Scritto da: Jennifer Corbett

### Trama
Cham Syndulla e sua moglie Eleni, sono stati arrestati ingiustamente per l'omicidio del Senatore Orn Free Taa. Hera e Chopper fanno squadra per inviare un messaggio di soccorso e Hunter e la sua squadra decidono di intervenire. Fanno breccia e liberano Cham e Eleni dalla prigionia, anche grazie all'aiuto di un clone redento, che riesce a convincere alcune delle sue truppe a deporre le armi, scatenando l'ira di Crosshair.

## L'Infestazione
- Titolo originale: Infested
- Diretto da: Saul Ruiz
- Scritto da: Amanda Rose Muñoz

### Trama
Ord Mantell è stata occupata da Roland, contrabbandiere neo alleato dei Pyke, il quale si è appropriato del locale di Cid, tagliandola "fuori dai giochi". Cid e la squadra di cloni difettati allora attuano un piano per sbarazzarsene tramite una consegna di spezia. All'inizio falliscono, ma poi riescono nell'intento, finendo quasi per mettere Roland contro i Pike (con i quali aveva già problemi).

## Artiglio Guerriero
- Titolo originale: War Mantle
- Diretto da: Steward Lee
- Scritto da: Damani Johnson

### Trama
Rex ha ricevuto un segnale di soccorso da un clone imprigionato dall'Impero su Daro, la missione sarà rischiosa. Dovendo rinunciare a un lavoro per Cid, Hunter e la sua squadra decidono di partire in missione. Nella fortezza scoprono che i soldati non sono più cloni, ma reclute addestrate e la loro armatura è stata rinnovata, come se non bastasse i loro codici non sono validi e fanno scattare un allarme. Insieme al clone salvato, Gregor, riescono a fuggire, ma durante la fuga Hunter viene catturato e interrogato da Crosshair.
Intanto, su Kamino, il personale uccide il Primo Ministro Lama Su, per aver tentato di abbandonare il complesso.

## Ritorno su Kamino
- Titolo originale: Return to Kamino
- Diretto da: Nathaniel Villanueva
- Scritto da: Matt Michnovetz

### Trama
Il segnale di soccorso di Hunter indirizza gli altri su Kamino a Tipoca City, dove l'Impero li sta aspettando. Per non farsi trovare usano una scorciatoia nascosta dai radar, che va dritto sotto gli impianti di clonazione di Nala Se, in disuso, dove Omega afferma di essere nata, e qui incontrano AZI-3, un droide medico scampato all'Impero, ma ancora progettato per la sicurezza dei Cloni. Riferisce che tutti i cloni soldato sono stati trasferiti da Kamino con l'eccezione di Crosshair che è li ad aspettarli. La Bad Batch cade in trappola e si consegna a lui, il quale sorprendentemente non ha intenzione di ucciderli, ma di dargli un'altra chance di unirsi all'Impero. I ragazzi gettano le armi dicendo di non essere mai stati suoi nemici e implorano il rinnegato di fare una scelta, qui Crosshair rivela che il chip inibitore gli era già stato rimosso molto tempo fa, e di aver sempre agito secondo la sua stessa volontà. 
Distruggendo una serie di droidi d'addestramento inviati da Omega per salvare i suoi amici, Hunter stordisce Crosshair con l'intento di portarlo via con loro. Nel frattempo gli incrociatori imperiali hanno iniziato a bombardare Tipoca City appena evacuata, i ragazzi cercano disperatamente una via di fuga tra le esplosioni.

## Kamino perduto
- Titolo originale: Kamino Lost
- Diretto da: Saul Ruiz
- Scritto da: Jennifer Corbett

### Trama
Mentre Tipoca City si inabissa nell'oceano, Hunter, Tech, Echo, Omega, Crosshair e AZI-3 cercano una via di fuga tramite il tunnel usato in precedenza per arrivare inosservati, sul quale casualmente la struttura si è appoggiata. Crosshair, pur essendo sempre arrabbiato con loro per aver tradito i propri ideali, decide di seguirli per il momento. 
Arrivati a un vicolo cieco e sul punto di asfissiarsi, usano delle capsule mediche stagne per risalire in superficie e grazie all'aiuto di AZI-3, al quale si stanno esaurendo le batterie, tutti riescono a risalire in superficie schiavando i rottami, tranne Omega, che rimane incagliata in un rottame: AZI-3 la libera ma le sue batterie si esauriscono, Omega decide di uscire dalla capsula per salvare il droide, rischiando la vita. Sorprendentemente, Crosshair usa un arpione per trascinare il droide e Omega in superficie, salvandoli entrambi.
Nel mattino seguente remano fino alla piattaforma dove erano atterrati: mentre Omega osserva rattristita la città appena scomparsa, Hunter implora per l'ultima volta Crosshair a ritornare nella squadra, egli rifiuta, sostenendo di aver già fatto un'ultima scelta, cioè restare nell'Impero, che poco più tardi avrebbe mandato qualcuno a ispezionare Kamino. Tutti comprendono, e affermano che nonostante egli non possa essere cambiato per quello che è, rimarrà sempre un fratello per loro, e non c'è motivo di essere rivali.
Più tardi, una navetta Imperiale scorta la kaminoana Nala Se in una struttura Imperiale, con la quale l'Impero intende aprire nuovi progetti ignoti.